# Келлог (река)
Келлог (в верховье Большой Келлог) — река в России, на территории Западной и Восточной Сибири, левый и самый крупный приток Елогуя.
Длина — 239 км, площадь водосборного бассейна — 5390 км². Вытекает из озера Окунь в Красноселькупском районе Ямало-Ненецкого автономного округа. В верхнем течении, на протяжении 73 км, протекает по южной части Верхне-Тазовского государственного заповедника. Среднее и нижнее течение в Красноярском крае. Впадает в Елогуй в 200 км от его устья.

## Притоки
(км от устья)
- 16 км: Тундровая (лв.)
- 27 км: Хактамат (пр.)
- 31 км: Мал. Хактамат (пр.)
- 39 км: Темная (пр.)
- 44 км: без названия (пр.)
- 47 км: без названия (лв.)
- 52 км: руч. Теймекокс (лв.)
- 66 км: Сайгеткокс (лв.)
- 86 км: Хайчес (Бол. Хайчес) (лв.)
- 93 км: Ниж. Песчанка (лв.)
- 94 км: Верх. Песчанка (лв.)
- 103 км: Большой Тольдокс (пр)
- 110 км: руч. Боровой (лв.)
- 120 км: Малый Тольдокс (пр)
- 135 км: руч. Маленький (лв.)
- 139 км: Собрание (лв.)
- 156 км: Ютурма (лв.)
- 161 км: Кочепча (лв)
- 163 км: Сельчес (Бол. Сельчес) (пр.)
- 173 км: Пеляжья (Бол. Пеляжья) (лв.)
- 199 км: Чуй-Кикя (лв.)
- 207 км: Лабазная (Бол. Лабазная) (пр.)
- 221 км: Мал. Келлог (пр.)

## Данные водного реестра
По данным государственного водного реестра России относится к Енисейскому бассейновому округу, речной бассейн реки — Енисей, речной подбассейн реки — Енисей между впадением Подкаменной Тунгуски и Нижней Тунгуски, водохозяйственный участок реки — Енисей от впадения реки Подкаменная Тунгуска до впадения реки Нижняя Тунгуска.
Код объекта в государственном водном реестре — 17010600112116100057880.